# CONCACAF Champions' Cup 1980
La CONCACAF Champions' Cup 1980 è stata la 16ª edizione della massima competizione calcistica per club centro-nordamericana.

## Risultati

### Zona Nord America

#### Primo turno
- Cruz Azul qualificato d'ufficio al turno successivo.

| Squadra 1             | Totale | Squadra 2            | Andata | Ritorno |
| --------------------- | ------ | -------------------- | ------ | ------- |
| Pumas UNAM            | 3 - 0  | Sacramento Gold      | 2 - 0  | 1 - 0   |
| Brooklyn Dodgers S.C. | 3 - 2  | Hotels International | 2 - 2  | 1 - 0   |

#### Secondo turno
- Pumas UNAM qualificato d'ufficio al turno successivo.

| Squadra 1 | Totale | Squadra 2             | Andata | Ritorno |
| --------- | ------ | --------------------- | ------ | ------- |
| Cruz Azul | 12 - 3 | Brooklyn Dodgers S.C. | 9 -1   | 3 - 2   |

#### Terzo turno
| Squadra 1  | Totale | Squadra 2 | Andata | Ritorno |
| ---------- | ------ | --------- | ------ | ------- |
| Pumas UNAM | 4 - 1  | Cruz Azul | 1 - 0  | 3 - 1   |

### Zona Centro America

#### Primo turno
| Squadra 1      | Totale | Squadra 2   | Andata | Ritorno |
| -------------- | ------ | ----------- | ------ | ------- |
| Cobán Imperial | 2 - 2  | Universidad | 2 - 1  | 0 - 1   |
| Santiagueño    | a tav. | Cartaginés  | -      | -       |
| Comunicaciones | 5 - 2  | Águila      | 2 - 0  | 3 - 2   |
| Marathón       | 4 - 3  | Herediano   | 3 - 0  | 1 - 3   |

### Secondo turno
| Squadra 1      | Totale | Squadra 2   | Andata | Ritorno |
| -------------- | ------ | ----------- | ------ | ------- |
| Universidad    | 5 - 3  | Santiagueño | 2 - 2  | 1 - 3   |
| Comunicaciones | 1 - 5  | Marathón    | 1 - 1  | 0 - 4   |

#### Terzo turno
| Squadra 1   | Totale | Squadra 2   | Andata | Ritorno |
| ----------- | ------ | ----------- | ------ | ------- |
| Universidad | 5 - 3  | Santiagueño | 2 - 2  | 3 - 1   |

### Caraibi

#### Primo turno
- Jong Colombia e  Defence Force qualificate al turno successivo.

| Squadra 1 | Totale | Squadra 2 | Andata | Ritorno |
| --------- | ------ | --------- | ------ | ------- |
| SUBT      | 2 - 5  | Robinhood | 2 - 1  | 0 - 4   |
| Transvaal | 4 - 2  | Police    | 3 - 1  | 1 - 1   |

#### Secondo turno
| Squadra 1     | Totale | Squadra 2     | Andata | Ritorno |
| ------------- | ------ | ------------- | ------ | ------- |
| Jong Colombia | 0 - 5  | Transvaal     | 0 - 1  | 0 - 4   |
| Robinhood     | 4 - 3  | Defence Force | 2 - 1  | 2 - 2   |

#### Terzo turno
| Squadra 1 | Totale | Squadra 2 | Andata | Ritorno |
| --------- | ------ | --------- | ------ | ------- |
| Robinhood | 0 - 0  | Transvaal | 0 - 0  | 1 - 0   |

### Girone finale
Fonte:

#### Classifica
| Pos. | Squadra     | Pt | G | V | N | P | GF | GS | DR |
| ---- | ----------- | -- | - | - | - | - | -- | -- | -- |
| 1.   | Pumas UNAM  | 4  | 2 | 2 | 0 | 0 | 5  | 0  | +5 |
| 2.   | Universidad | 1  | 2 | 0 | 1 | 1 | 1  | 3  | -2 |
| 3.   | Robinhood   | 1  | 2 | 0 | 1 | 1 | 1  | 4  | -3 |

#### Incontri
| Tegucigalpa 8 febbraio 1981                                     | Pumas UNAM | 3 – 0 | Robinhood | Estadio Nacional |
| \| \| \| \| \| Sánchez 38’, 85’ Ferretti 69’ \| Marcatori \| \| |            |       |           |                  |
|                                                                 |            |       |           |                  |
| Sánchez 38’, 85’ Ferretti 69’                                   | Marcatori  |       |           |                  |

| Tegucigalpa 10 febbraio 1981                          | Universidad | 1 – 1      | Robinhood | Estadio Nacional |
| \| \| \| \| \| Cruz 35’ \| Marcatori \| 90’ George \| |             |            |           |                  |
|                                                       |             |            |           |                  |
| Cruz 35’                                              | Marcatori   | 90’ George |           |                  |

| Tegucigalpa 12 febbraio 1981                               | Universidad | 0 – 2                    | Pumas UNAM | Estadio Nacional |
| \| \| \| \| \| \| Marcatori \| 43’ Ferretti 63’ Sánchez \| |             |                          |            |                  |
|                                                            |             |                          |            |                  |
|                                                            | Marcatori   | 43’ Ferretti 63’ Sánchez |            |                  |